# Einrichtungsfahrzeug

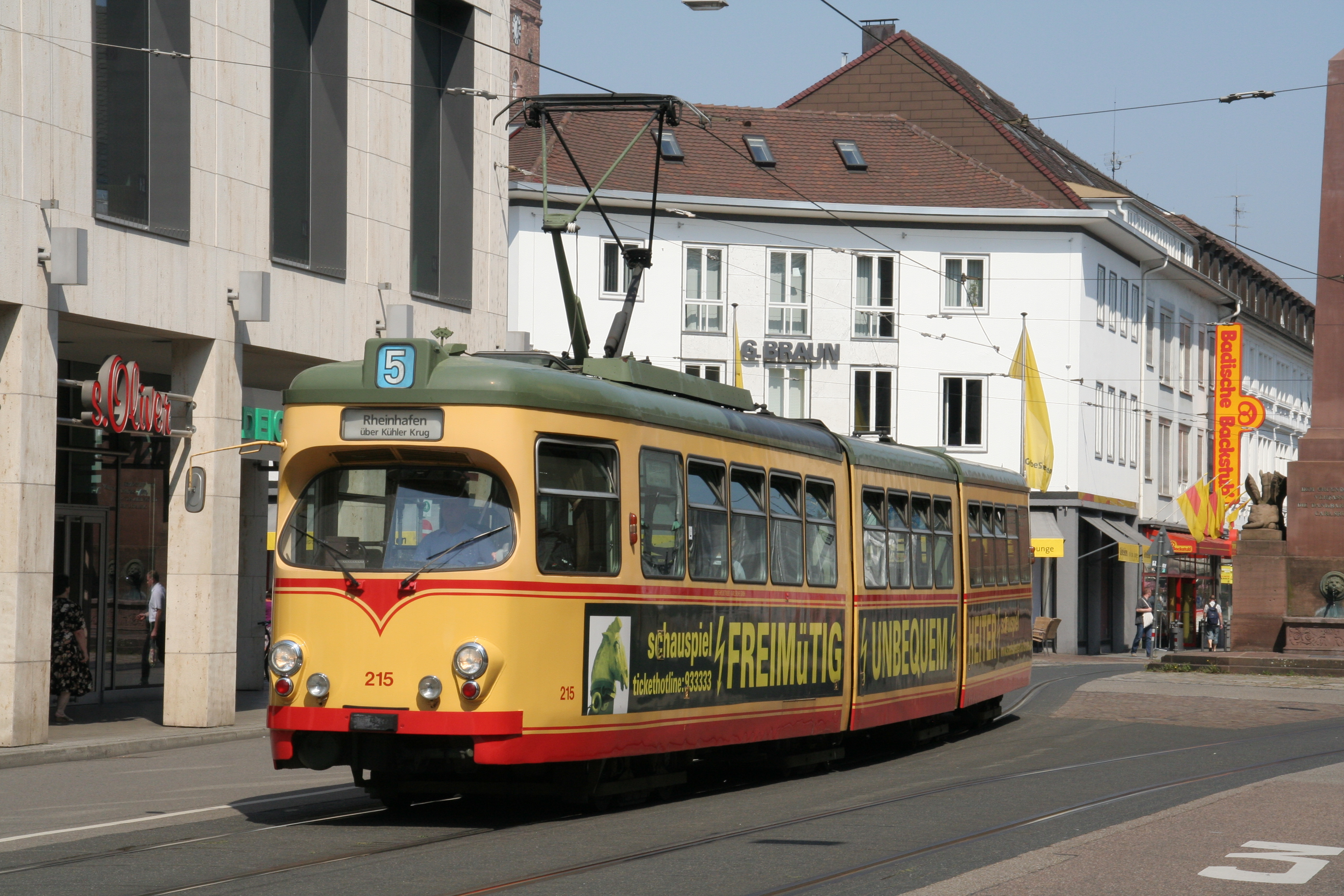
Einrichtungstriebwagen GT8-D in Karlsruhe

Als Einrichtungsfahrzeug werden Fahrzeuge bezeichnet, die normalerweise immer mit demselben Ende voraus (vorwärts) fahren und nur ausnahmsweise in die andere Richtung (rückwärts). Umgangssprachlich werden solche Fahrzeuge manchmal auch kurz Einrichter genannt. 

## Schienenverkehr

### Straßenbahn

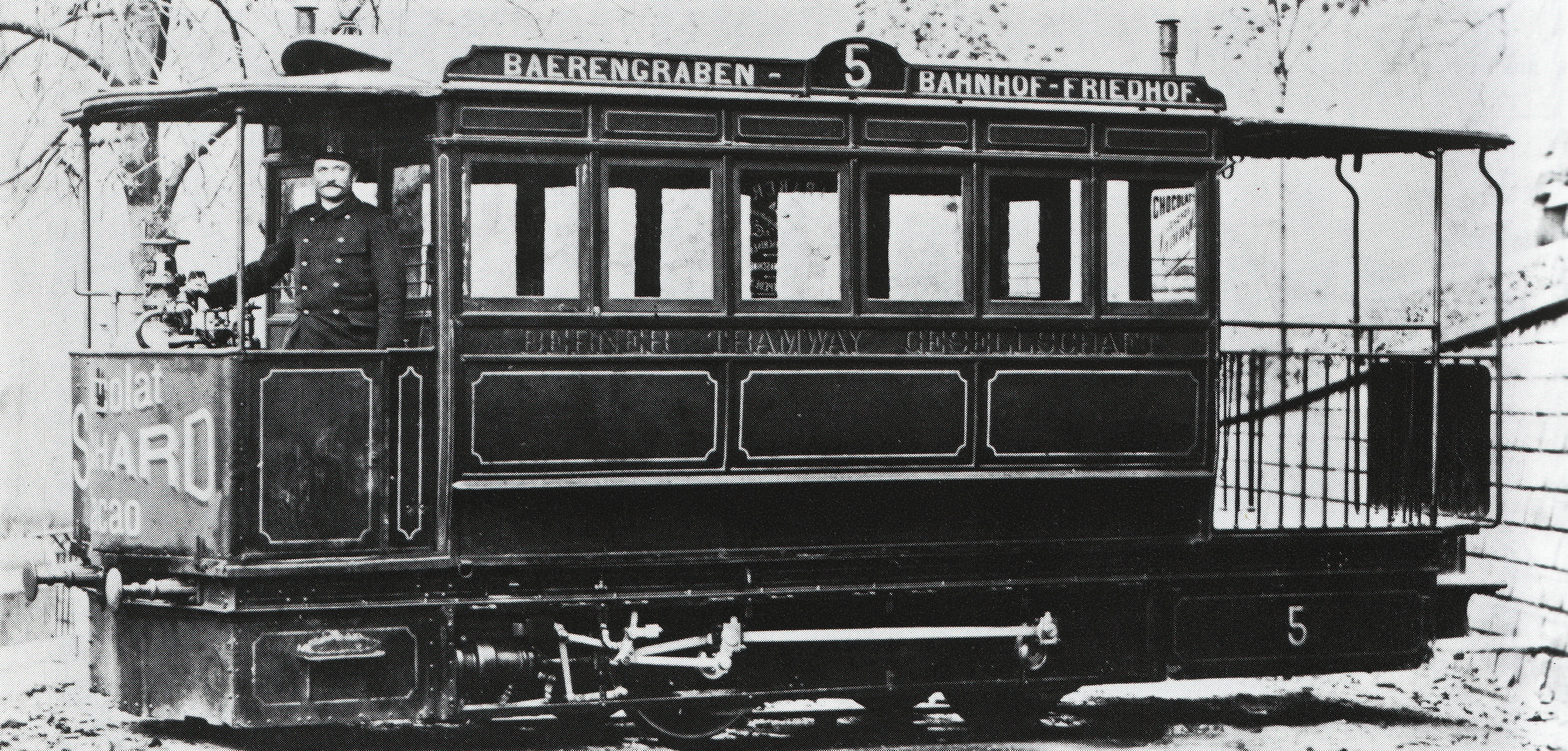
Die Ende des 19. Jahrhunderts vereinzelt eingesetzten Drucklufttriebwagen waren frühe Vertreter von Einrichtungsfahrzeugen bei der Straßenbahn, die komplizierte Steuereinrichtung musste so nur einmal je Wagen ausgeführt werden

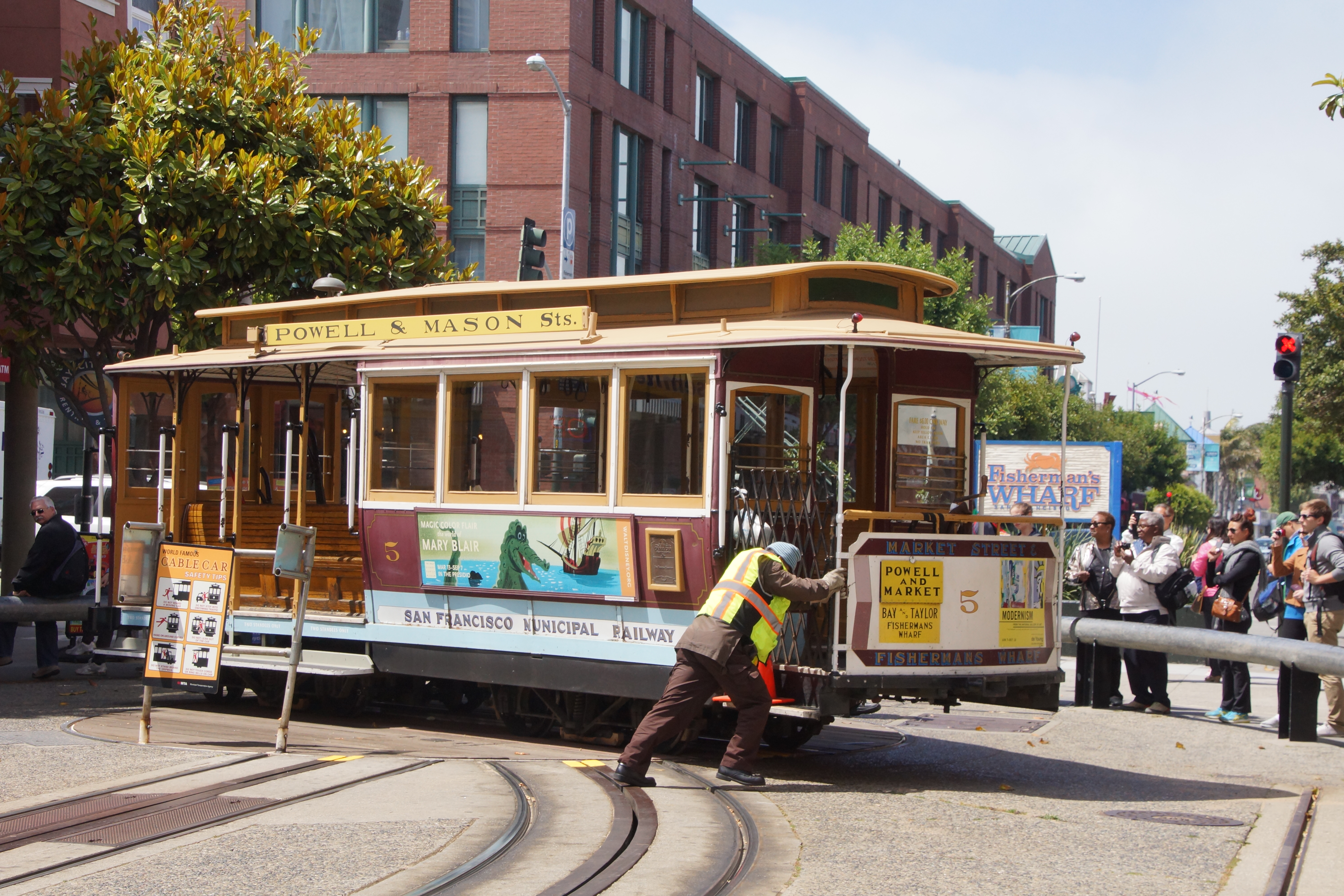
Zwei der drei Linien der San Francisco Cable Cars werden mit Einrichtungswagen bedient und an den Endstellen mittels Drehscheiben gewendet

Einrichtungsfahrzeuge sind häufig bei der Straßenbahn anzutreffen. Voraussetzung für den Einsatz von Einrichtungsfahrzeugen ist, dass alle Endstationen der befahrenen Linie Wendeschleifen, Wendedreiecke beziehungsweise Drehscheiben aufweisen oder eine Ringlinie befahren wird. Manche Betriebe, zum Beispiel die Straßenbahn Berlin, betreiben deshalb nur einen Teil ihrer Linien mit Ein- und andere mit Zweirichtungsfahrzeugen. Auch die Wuppertaler Schwebebahn verkehrt mit Einrichtungsfahrzeugen, sie gilt rechtlich als Straßenbahn.
Um im Falle von außerplanmäßigen Betriebsstörungen, abweichenden Streckenführungen infolge von Baustellen oder bei Rangierfahrten flexibel zu bleiben, sind viele Einrichtungsfahrzeuge mit einem Hilfsführerstand am Heck des Fahrzeugs ausgestattet, auch Hilfsfahrschalter, Heckfahrschalter oder Rangierfahrschalter genannt. Es handelt sich dennoch nicht um Zweirichtungsfahrzeuge, weil die Hilfsfahrschalter die Anforderungen der Arbeitsstättenverordnung für länger bis ständig besetzte Arbeitsplätze nicht erfüllen, die Fahrzeuge darüber nur eingeschränkt bedienbar sind und häufig auch nicht die volle Fahrzeuggeschwindigkeit erreicht wird.
Zu Mischformen (sogenannte Anderthalbrichtungsfahrzeuge): → Unechte Zweirichtungswagen
Stadtbahnwagen sind meist als Zweirichtungsfahrzeuge konzipiert. In Essen wurden Anfang der 1990er Jahre vorhandene DÜWAG-Einrichtungs-Gelenkwagen mit zusätzlichen Türen auf der linken Seite ausgestattet, damit diese Fahrzeuge an den Mittelbahnsteigen des Stadtbahntunnels halten konnten. Auch die im Tunnel verkehrenden Spurbusse waren so ausgerüstet. 

#### Vorteile
- Es ist nur ein Führerstand notwendig, dadurch kann das Fahrzeug günstiger gebaut werden, insbesondere ist die Verkabelung einfacher. Außerdem steht zusätzlicher Fahrgastraum zur Verfügung.
- An den Endstellen muss der Fahrer den Führerstand nicht wechseln, was kürzere Aufenthaltszeiten ermöglicht und insbesondere bei Verspätungen eine sofortige Rückfahrt ermöglicht. Zudem begegnen sich die Züge nicht im Weichenbereich der Kehranlage. Beim Einsatz von Beiwagen entfällt außerdem der umständliche Rangierbetrieb an den Umsetzendstellen.
- Es sind nur auf einer Seite Türen erforderlich, denn meistens sind zum Vorteil der Passagiere an den Haltestellen gegenüberliegende, je für eine der beiden Fahrtrichtungen vorgesehene Bahnsteige vorhanden.
- Alle Sitzplätze können in Fahrtrichtung angeordnet werden, ohne dass dafür aufwändig umklappbare Rückenlehnen oder drehbare Sessel konstruiert werden müssen.
- Ist ein fester Schaffnerplatz eingebaut, so befindet sich dieser immer an der gleichen Position, was den Fahrgastfluss erleichtert.

#### Nachteile
- Wendeschleifen und Gleisdreiecke erfordern einen erhöhten Platzbedarf und können zudem nicht überall dort angelegt werden, wo sie betrieblich notwendig wären.
- Die typischerweise engen Radien von Wendeschleifen sorgen für eine relativ starke Abnutzung der Radreifen, zudem werden Anwohner dort oft durch die entsprechende Geräuschentwicklung bei der Kurvenfahrt belästigt.
- An eingleisigen Strecken müssen beim Einsatz von Einrichtungswagen mit Türen nur auf einer Seite auf beiden Seiten des Gleises Bahnsteige angelegt werden oder aber die Einrichtungswagen müssen mit zusätzlichen Türen auf der linken Fahrzeugseite ausgestattet werden (wie beispielsweise bei den ehemaligen Aachener Wagen 7103–7113).
- Der Betrieb mit Einrichtungsfahrzeugen ist bei Störungen und Bauarbeiten deutlich unflexibler, Pendelverkehre sind kaum oder nur unwirtschaftlich mit zwei an den führerstandslosen Enden gekuppelten Triebwagen, wobei dann der hintere Wagen für Fahrgäste nicht nutzbar ist, durchführbar.
- Die Anlage von – kostengünstigeren – Mittelbahnsteigen an zweigleisigen Strecken oder Haltestellen ist ohne zusätzliche Einstiege auf der linken Seite oder abschnittsweises Fahren auf der "falschen" Seite nicht möglich.

Duisburger GT8 mit Hilfsführerstand und Nottür
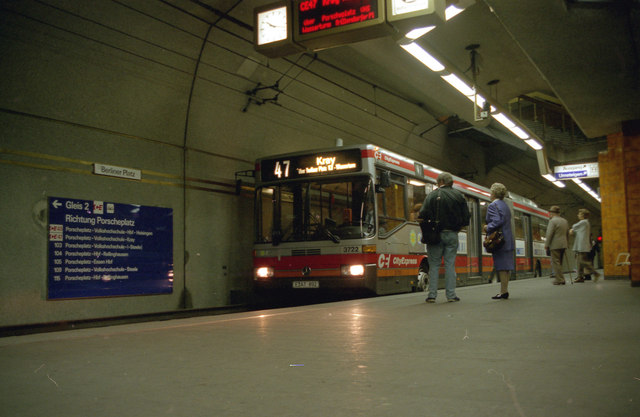
Spurbus mit Türen an der linken Seite im Essener Stadtbahntunnel
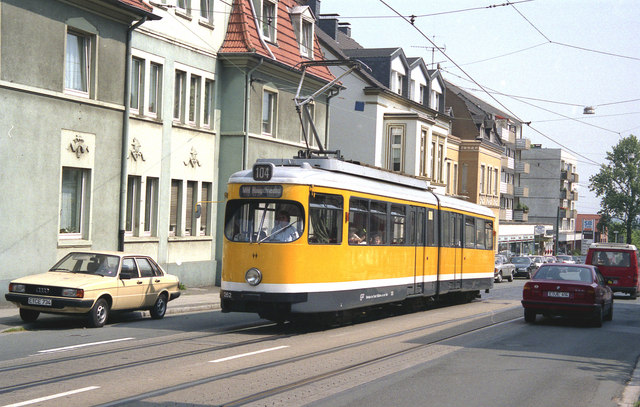
Düwag-Einrichtungsgelenkwagen mit zusätzlichen Türen auf der linken Seite
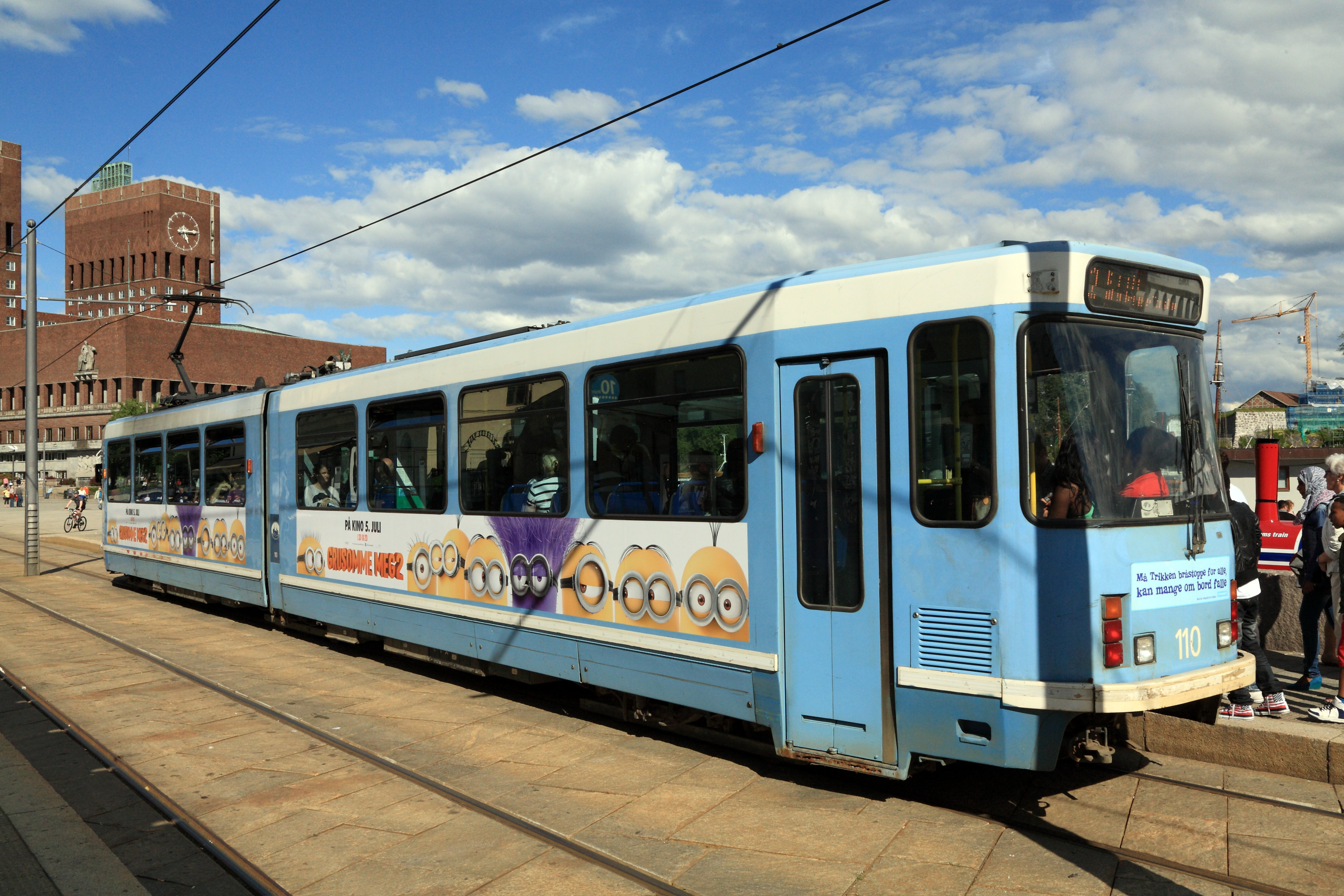
SL-79 der ersten Serie mit zusätzlicher Tür auf der linken Seite in Oslo
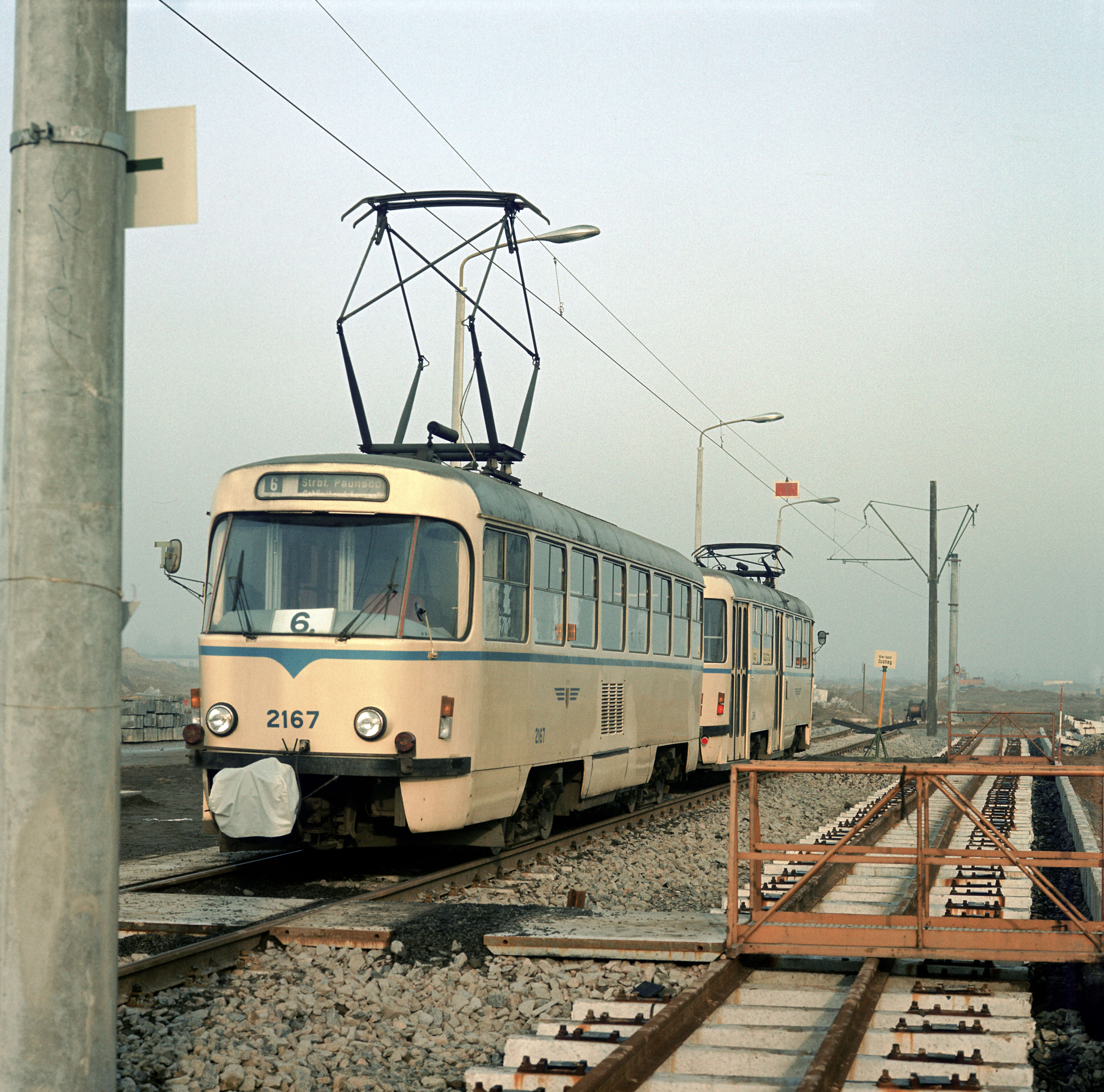
Zwei Triebwagen Tatra T4D im Pendelverkehr auf der Linie 6P, Leipzig 1987

### Eisenbahn

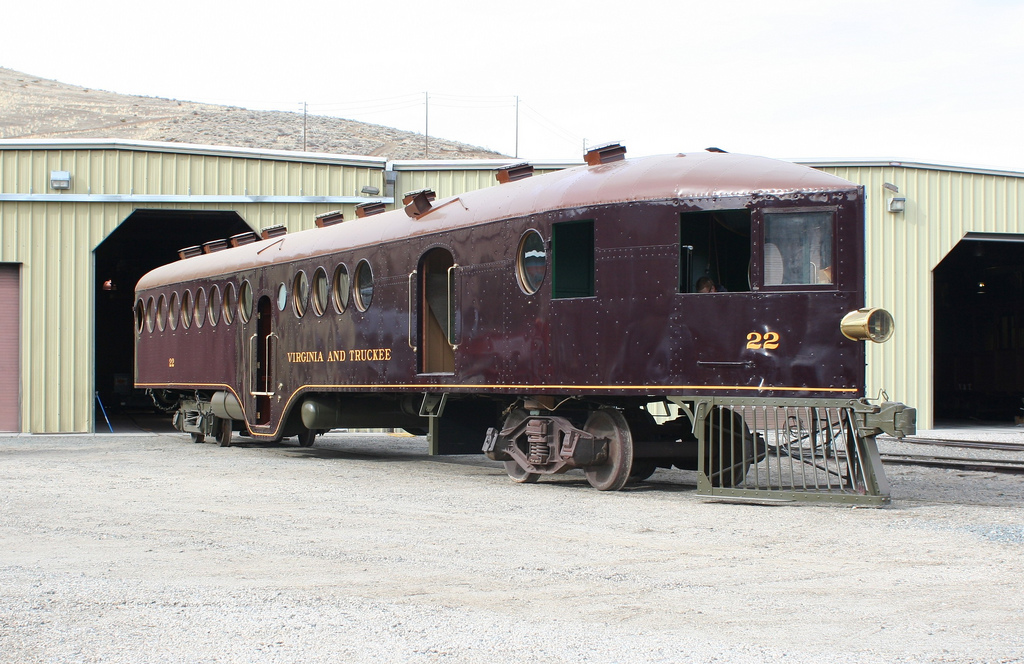
Ein McKeen-Triebwagen

Bei Eisenbahnen sind Einrichtungsfahrzeuge gegenüber Zweirichtungsfahrzeugen heute die Ausnahme. Dagegen waren Dampflokomotiven mit Schlepptender Einrichtungsfahrzeuge, sie wurden bevorzugt mit dem Schornstein voraus gefahren. Gleiches galt für Dampftriebwagen. Beispiele waren Triebwagen und Triebzüge in Nord- und Südamerika wie die McKeen-Triebwagen, die Micheline-Triebwagen, der Schienenzeppelin, zahlreiche frühe Schienenbus-Typen, Schienenautos, Draisinen, die Schienen-Straßen-Omnibusse, die Borgward-Leichttriebwagen der Sylter Inselbahn oder die frühen Talgo-Einheiten, Talgo I und II. Diese Fahrzeuge mussten über Gleisdreiecke gewendet werden oder sie wurden auf Drehscheiben in die gewünschte Richtung gedreht. Weitere Beispiele sind die Karlsruher Stadtbahnwagen GT6-80C oder manche Schneepflüge. Ebenso verkehren die sogenannten Kanzelwagen meist nur in eine Richtung, damit sich die Aussichtskanzel am Zugschluss befindet. Steuerwagen erhalten zwar in der Regel nur einen Führerstand, jedoch sind sie keine Einrichtungsfahrzeuge, denn Wendezüge werden insbesondere bei häufigen Richtungswechseln eingesetzt.

## Straßenverkehr
Fast alle Straßenfahrzeuge sind Einrichtungsfahrzeuge. Sie sind daher in Einrichtungsbauweise ausgelegt. Der Rückwärtsgang wird hier nur zum Rangieren, etwa beim Einparken, verwendet. Daher ist diese Bezeichnung bei Straßenfahrzeugen unüblich. Ausnahmen sind beispielsweise die Spezialfahrzeuge, die im Wartungstunnel des Eurotunnels verkehren, da sie im Tunnel nicht wenden können.